# بلندی‌های بادگیر (فیلم ۱۹۵۴)
بلندی‌های بادگیر (انگلیسی: Wuthering Heights) فیلمی به کارگردانی لوئیس بونوئل است که در سال ۱۹۵۴ منتشر شد.